# Yokosuka H5Y
Chiếc Yokosuka H5Y là một kiểu thủy phi cơ trinh sát của Hải quân Đế quốc Nhật Bản. Yokosuka đã hợp đồng cùng Quân xưởng Hải quân số 11 để chế tạo kiểu máy bay này, nhưng cũng chỉ có 20 chiếc được chế tạo giữa những năm 1938 đến 1941. Tên gọi chính thức của Hải quân Nhật cho chiếc này là Thủy phi cơ Hải quân Loại 99 Kiểu 11, trong khi tên mã của phe Đồng Minh là Cherry.
Chiếc H5Y được thiết kế bởi Yokosuka nhằm đáp ứng một yêu cầu của Hải quân Nhật Bản về một kiểu thủy phi cơ hai động cơ trinh sát hàng hải, được dự định có tính năng bay tương đương với những chiếc thủy phi cơ bốn động cơ hiện đại thời đó, trong khi chế tạo rẻ hơn và dễ bảo trì hơn. Hai chiếc nguyên mẫu được chế tạo tại Xưởng Hải quân Hiro và hoàn tất vào năm 1936.
Chiếc H5Y là một kiểu máy bay hai động cơ cánh dạng ô, và do đó trông giống như một phiên bản thu nhỏ của chiếc Kawanishi H6K "Mavis". Tuy vậy tính năng bay lại tỏ ra khá kém do chiếc máy bay không được cung cấp đủ động lực và chịu ảnh hưởng bởi những vấn đề về cấu trúc làm chậm trễ việc sản xuất .
Chiếc H5Y được chấp thuận đưa vào sản xuất từ năm 1938 dưới tên gọi Thủy phi cơ Loại 99 Kiểu 11, và việc giao hàng được bắt đầu từ năm 1939 . Tuy nhiên, việc sản xuất nhanh chóng bị chấm dứt do tính năng bay kém, và chỉ có 20 chiếc được chế tạo. Cho dù một số được sử dụng trong vai trò tuần tra duyên hải chống tàu ngầm vào giai đoạn đầu của Thế Chiến II, chúng nhanh chóng được rút về các vai trò thứ yếu ở tuyến sau như vận chuyển hay huấn luyện.

## Các phiên bản
Nguyên mẫuHai chiếc được chế tạo tại Xưởng Hải quân Hiro
H5Y1 (Thủy phi cơ Hải quân Loại 99 Kiểu 11)Phiên bản sản xuất, có 18 chiếc được chế tạo.

## Các nước sử dụng
Nhật Bản
- Hải quân Đế quốc Nhật Bản

## Đặc điểm kỹ thuật (Yokosuka H5Y1)
Tham khảo:

### Đặc tính chung
- Đội bay: 06 người
- Chiều dài: 20,53 m (67 ft 4 in)
- Sải cánh: 31,57 m (103 ft 8 in)
- Chiều cao: 6,71 m (22 ft 0 in)
- Diện tích bề mặt cánh: 107,7 m² (1.159 ft²)
- Trọng lượng không tải: 7.070 kg (15.554 lb)
- Trọng lượng cất cánh tối đa: 11.500 kg (25.353 lb)
- Thời gian bay trên không: 26 giờ
- Động cơ: 2 x động cơ Mitsubishi MK1A Shinten-21 14 xy lanh bố trí hình tròn làm mát bằng không khí, công suất 1.200 mã lực (895 kW) mỗi động cơ

### Đặc tính bay
- Tốc độ lớn nhất: 303 km/h (163 knot, 188 mph)
- Tầm bay tối đa: 4.800 km (2.591 nm, 2.980 mi)
- Trần bay: 5.200 m (17.000 ft)
- Tốc độ lên cao: 2,1 m/s (410 ft/min)

### Vũ khí
- 3 x súng máy 7,7 mm
- 2 x bom 250 kg (550 lb)

## Nội dung liên quan

### Trình tự thiết kế
H2H - H3H/H3K - H4H - H5Y - H6K - H7Y - H8K

### Danh sách liên quan
- Danh sách máy bay chiến đấu
- Danh sách máy bay quân sự Nhật Bản